# Sfinge di Taharqa
La Sfinge di Taharqa è una statua in granito raffigurante una sfinge (più precisamente un'androsfinge, essere mitologico con volto umano e corpo di leone accovacciato) con il viso di Taharqa, un faraone nubiano della XXV dinastia (circa 747-656 a.C.) regnante del regno di Kush che dominava l'Antico Egitto. Attualmente è custodita nel British Museum di Londra.

## La statua
La scultura è una sfinge, raffigurante l'immenso potere del faraone egizio e kushita Taharqa, il cui volto è rappresentato nella scultura. La testa è adornata da due urei, simboli di regalità, e il nome di Taharqa appare in un'iscrizione sul collo della sfinge. La statua viene definita dagli storici dell'arte "un capolavoro dell'arte Kushita".
La statua venne rinvenuta nell'area sud orientale del Tempio di Amon a Kawa (l'odierna Gematon), in Nubia (l'attuale Sudan), durante gli scavi effettuati da una spedizione archeologica della University of Oxford negli anni trenta. La costruzione del tempio ebbe inizio per volere di Taharqa nel 683 a.C.